# Spondyloepiphysäre Dysplasie Typ Maroteaux
Die Spondyloepiphysäre Dysplasie Typ Maroteaux ist eine sehr seltene angeborene Form der Spondyloepiphysären Dysplasie mit auf den Stütz- und Bewegungsapparat beschränkten Veränderungen mit im Säuglingsalter beginnenden Kleinwuchses, Skoliose, Genu valgum und Osteoporose.
Synonyme sind: SED Typ Maroteaux; Pseudo-Morquio-Syndrom II; Pseudo-Morquio-Syndrom Typ 2; Brachyolmie Maroteaux Typ; Brachyolmie Typ 2
Die Bezeichnung wurde von den Autoren der Erstbeschreibung aus dem Jahre 1990, den französischen Pädiatern A. N. Doman, P. Maroteaux, E. D. Lyne vorgeschlagen.

## Verbreitung
Die Häufigkeit wird mit unter 1 zu 1.000.000 angegeben, bislang wurde über etwa 10 Betroffene berichtet. Die Vererbung erfolgt autosomal-dominant.

## Ursache
Der Erkrankung liegen Mutationen im TRPV4-Gen auf Chromosom 12 Genort q24.11 zugrunde, welches für das Ionenkanal-Protein Transient receptor potential cation channel subfamily V member 4 kodiert.
Mutationen in diesem Gen finden sich auch bei der Parastrematischen Dysplasie.

## Klinische Erscheinungen
Klinische Kriterien sind:
- Dysplasie der Epiphysen
- frühzeitiger Kleinwuchs
- kurzer Hals, kurze plumpe Hände und Füße
- Skoliose, Genu valgum, auffällige Beckenform
- Osteoporose und Osteoarthritis